# Bombylius haemorrhoidalis
Bombylius haemorrhoidalis är en tvåvingeart som beskrevs av Mario Bezzi 1921. Bombylius haemorrhoidalis ingår i släktet Bombylius och familjen svävflugor. Inga underarter finns listade i Catalogue of Life.